# Osteria Lirica
L'Osteria Lirica è un gruppo musicale di hip hop italiano nato nel 1998, dall'unione dei gruppi veronesi 4D (chiamata anche La Quarta Dimensione) e Criminali Lirici. I membri del gruppo sono:
- DJ Minga (DJ)
- DJ Steve (DJ)
- Jap (MC)
- Jimbo (MC/Beatmaker)
- Shen (MC)
- Zampa (MC)

## Storia del gruppo
I 4D o La quarta Dimensione vennero fondati nel 1994 a Verona dai rapper Zampa e Kata, dal rapper/writer Shen, e dal DJ Kriss, nel 1997 ha mandato alle stampe il demotape Ritorno Alla Realtà, lavoro d'esordio e unica produzione del quartetto veronese.
I Criminali Lirici, altro gruppo storico del veronese, fondati nel 1994 da DJ Minga (Manuel Mingardo), Jimbo (Paolo Tarnellin) e Jap (Paolo Rega), arrivano all'apice del loro sodalizio nel 1997 con la pubblicazione di Sotto il suolo realizzato interamente nello Studio T con il supporto di DJ T.
I due gruppi, per la vicinanza geografica e le affinità, decidono di fondersi nel 1998 dando vita all'Osteria Lirica, vi entrano a far parte tutti i componenti ad esclusione del rapper Kata e di DJ Kriss. Il gruppo, a cui si aggiunge Stefano Molinaro, conosciuto come DJ Steve, lavora principalmente a livello di live, ma partecipando anche alla compilation 50 MC's Pt.2  Archiviato il 14 agosto 2007 in Internet Archive. del 1999, facendosi conoscere tanto da lanciare a livello italiano due dei suoi componenti: Zampa nel 2001 ha pubblicato il primo dei suoi quattro dischi, Jap ha pubblicato due album sino ad ora: nel 2002 Questione di gusto e nel 2005 Occhi di ghiaccio. La crew, che continua a svolgere spettacoli live assieme al gruppo di break dance Enemy Warriorz .

## Discografia
- 1997: 4D - Ritorno Alla Realtà (Demo)
- 1997: Criminali Lirici - Sotto il suolo (Demo)
- 2001: Zampa - Gorilla guerriglia
- 2002: Jap - Questione di gusto
- 2004: Zampa -  Lupo solitario
- 2005: Jap - Occhi di ghiaccio
- 2006: Zampa & Jack the Smoker - Il suono per resistere
- 2007: Zampa, Budo e Stan - Vc Superstar